# 더 텐더 바
《더 텐더 바》(영어: The Tender Bar)는 미국에서 제작된 조지 클루니 감독의 2021년 성장 드라마 영화이다. 벤 애플렉, 타이 셰리든, 릴리 레이브, 크리스토퍼 로이드 등이 출연하였다.

## 줄거리
1973년 "더 보이스"로 알려져있는 라디오 DJ 아버지에게서 버림 받은 9살 JR과 엄마 도러시는 롱아일랜드 노동계급 외가에서 살게 된다. 마을 술집 더 디킨스를 운영하는 외삼촌 찰리는 JR에게 대리 아버지가 되어준다.

## 출연
- 벤 애플렉 - 찰리 매과이어 역
- 타이 셰리든 - JR 매과이어 역
  - 론 리빙스턴 - 미래의 JR 역 / 해설
- 릴리 레이브 - 도러시 매과이어 역
- 크리스토퍼 로이드 - JR의 할아버지 역
- 맥스 마티니 - 조니 "더 보이스" 마이클스 역: JR의 아버지.
- 맥스 카셀라 - 치프 역